# 職業訓練指導員 (紙器科)
職業訓練指導員 (紙器科)（しょくぎょうくんれんしどういん しきか）は、職業訓練指導員免許のうちの1つ。厚生労働省管轄。

## 受験資格
職業訓練指導員免許の受験資格と試験免除を参照。紙器・段ボール箱製造技能士の保有者など。

## 試験科目

### 学科試験
1. 指導方法（職業訓練原理、教科指導法、訓練生の心理、生活指導及び職業訓練関係法規）
2. 関連学科
  1. 系基礎学科
    1. 紙製品製造法（紙製品　製図法　紙製品製造法）
    2. 材料（原紙　紙器用材料　印刷用材料　接着剤）
    3. 安全衛生（安全管理　衛生管理）

  2. 専攻学科
    1. 紙製容器製造法（紙製容器製造法　製造機械　デザイン　印刷法）

### 実技試験
1. 紙製品製造